# Claude de Ramezay
Claude de Ramezay (La Gesse, 15 giugno 1659 – Montréal, 7 maggio 1724) è stato un funzionario francese.

## Biografia
Figlio di un gentiluomo ugonotto di lontane origini scozzesi, arrivò in Nuova Francia come ufficiale delle Troupes de la Marine. Nel 1690 si sposò con Marie-Charlotte Denys.
Fu governatore di Trois-Rivières dal 1690 al 1699, all'epoca un villaggio di meno di quattrocento anime. Durante il suo mandato a Trois-Rivières Ramezay fece fortificare la cittadina.
Nel 1702, dopo un breve soggiorno in Francia, reclutò trecento coloni. Divenne comandante delle Troupes de la Marine. L'anno successivo ricevette la Croce di San Luigi. In questo periodo  Ramezay divenne uno dei personaggi più in vista della Nuova Francia, ma ben presto si trovò in conflitto con Philippe de Rigaud de Vaudreuil.
Successivamente divenne governatore di Montréal dal 1714 al 1724; in assenza di Philippe de Rigaud de Vaudreuil fu anche governatore della Nuova Francia dal 1714 al 1716. Durante quel periodo fortificò ed abbellì Montréal.
Il suo figlio cadetto, Jean-Baptiste-Nicolas-Roch de Ramezay, combatté a Québec nel 1759.